# فردریک کونانت
فردریک کونانت (انگلیسی: Frederic Conant; ۹ فوریهٔ ۱۸۹۲ – ۲۴ مارس ۱۹۷۴) قایقران قایق بادبانی اهل ایالات متحده آمریکا بود.